# 100 mètres brasse féminin aux championnats du monde de natation 2024
Cet article traite de l'épreuve féminine. Pour la compétition masculine, voir 100 mètres brasse masculin aux championnats du monde de natation 2024.
Le 100 mètres brasse féminin est une épreuve de natation sportive des championnats du monde de natation 2024. Elle a lieu les 12 et 13 février 2024 à Doha au Qatar.

## Records
Avant cette compétition, les records dans cette discipline étaient :
| Record du monde       | 1 min 4 s 13 | Lilly King | 25 juillet 2017 | Budapest, Hongrie |
| Record du championnat | 1 min 4 s 13 | Lilly King | 25 juillet 2017 | Budapest, Hongrie |

## Résultats détaillés
Les 16 meilleurs temps se qualifient pour les demi-finales (Q), puis les 8 meilleurs demi-finalistes passent en finale (F).

### Séries
| Rang | Série | Ligne | Nageuse | Pays | Temps | Commentaire |
| ---- | ----- | ----- | ------- | ---- | ----- | ----------- |
| 1    |       |       |         |      |       | Q           |
| 2    |       |       |         |      |       | Q           |
| 3    |       |       |         |      |       | Q           |
| 4    |       |       |         |      |       | Q           |
| 5    |       |       |         |      |       | Q           |
| 6    |       |       |         |      |       | Q           |
| 7    |       |       |         |      |       | Q           |
| 8    |       |       |         |      |       | Q           |
| 9    |       |       |         |      |       | Q           |
| 10   |       |       |         |      |       | Q           |
| 11   |       |       |         |      |       | Q           |
| 12   |       |       |         |      |       | Q           |
| 13   |       |       |         |      |       | Q           |
| 14   |       |       |         |      |       | Q           |
| 15   |       |       |         |      |       | Q           |
| 16   |       |       |         |      |       | Q           |
| 17   |       |       |         |      |       |             |
| 18   |       |       |         |      |       |             |
| 19   |       |       |         |      |       |             |
| 20   |       |       |         |      |       |             |
| 21   |       |       |         |      |       |             |
| 22   |       |       |         |      |       |             |
| 23   |       |       |         |      |       |             |
| 24   |       |       |         |      |       |             |
| 25   |       |       |         |      |       |             |

### Demi-finales
| Rang | Série | Ligne | Nageuse             | Pays                                                                          | Temps   | Commentaire |
| ---- | ----- | ----- | ------------------- | ----------------------------------------------------------------------------- | ------- | ----------- |
| 1    | 2     | 4     | Tang Qianting       | Chine                                                                         | 1:05.36 | F           |
| 2    | 2     | 5     | Mona McSharry       | Irlande                                                                       | 1:06.11 | F           |
| 3    | 2     | 3     | Yang Chang          | Chine                                                                         | 1:06.27 | F           |
| 4    | 1     | 4     | Tes Schouten        | Pays-Bas                                                                      | 1:06.30 | F           |
| 5    | 1     | 7     | Siobhán Haughey     | Hong Kong                                                                     | 1:06.41 | F           |
| 6    | 1     | 5     | Alina Zmushka       | NIAWorld Aquatics : Neutral Independent Athletes (athlète neutre indépendant) | 1:06.53 | F           |
| 7    | 1     | 3     | Kotryna Teterevkova | Lituanie                                                                      | 1:06.61 | F           |
| 8    | 2     | 7     | Sophie Angus        | Canada                                                                        | 1:06.66 | F           |
| 9    | 1     | 2     | Benedetta Pilato    | Italie                                                                        | 1:06.70 |             |
| 10   | 2     | 2     | Sophie Hansson      | Suède                                                                         | 1:06.78 |             |
| 11   | 2     | 6     | Letitia Sim         | Singapour                                                                     | 1:07.14 |             |
| 12   | 1     | 6     | Dominika Sztandera  | Pologne                                                                       | 1:07.20 |             |
| 13   | 2     | 8     | Lara van Niekerk    | Afrique du Sud                                                                | 1:07.25 |             |
| 14   | 1     | 8     | Lisa Mamié          | Suisse                                                                        | 1:07.48 |             |
| 15   | 1     | 1     | Macarena Ceballos   | Argentine                                                                     | 1:07.49 |             |
| 16   | 2     | 1     | Arianna Castogiloni | Italie                                                                        | 1:07.57 |             |

### Finale
| Rang               | Ligne | Nageuse             | Pays                                                                          | Temps   |
| ------------------ | ----- | ------------------- | ----------------------------------------------------------------------------- | ------- |
| Médaille d'or      | 4     | Tang Qianting       | Chine                                                                         | 1:05.27 |
| Médaille d'argent  | 6     | Tes Schouten        | Pays-Bas                                                                      | 1:05.82 |
| Médaille de bronze | 2     | Siobhán Haughey     | Hong Kong                                                                     | 1:05.92 |
| 4                  | 1     | Kotryna Teterevkova | Lituanie                                                                      | 1:06.02 |
| 5                  | 5     | Mona McSharry       | Irlande                                                                       | 1:06.42 |
| 6                  | 7     | Alina Zmushka       | NIAWorld Aquatics : Neutral Independent Athletes (athlète neutre indépendant) | 1:06.58 |
| 7                  | 3     | Yang Chang          | Chine                                                                         | 1:06.75 |
| 8                  | 8     | Sophie Angus        | Canada                                                                        | 1:07.09 |